# Le Carnaval des vérités
Pour plus de détails, voir Fiche technique et Distribution.
Le Carnaval des vérités est un film muet français, réalisé par Marcel L'Herbier, sorti en 1920.

## Synopsis
La comtesse Della Gentia et son ami Paul tentent de piéger et faire chanter leur riche voisin Juan, qui est amoureux de leur jeune et naïve amie Clarisse. Leur machination échoue. La comtesse se tue au cours d’un bal, et Paul recouvre son visage d’un masque.

## Fiche technique
- Titre français : Le Carnaval des vérités
- Réalisation et scénario : Marcel L'Herbier
- Décors : Claude Autant-Lara et Michel Dufet
- Photographie : Georges Lucas
- Société de production : Gaumont-Série Pax
- Pays de production : France
- Format : Noir et blanc - 35 mm - 1,33:1 - Film muet
- Durée : 89 minutes
- Date de sortie : 
  - France : 4 juin 1920

## Distribution
- Suzanne Desprès : Mme Della Gentia
- Paul Capellani : Paul Dorsenne
- Jaque Catelain : Juan Tristan
- Diane Ferval : Andrée Cernein
- Marcelle Pradot : Clarisse
- Eugénie Nau : Mme Aristoy
- Philippe Hériat
- Mado Minty
- Claude France
- Marcelle Favrel
- Marcelle Lucas

## Production et tournage
Après avoir achevé un film pour Léon Gaumont, Marcel L'Herbier est engagé pour travailler sur une série de films, série connue sous le nom de « Gaumont Série Pax ». Ce contrat représente pour le cinéaste une occasion de bénéficier du réseau international de la Compagnie Gaumont et de pouvoir travailler dans les meilleures conditions techniques existantes. Le premier projet qu'il écrit et réalise pour la firme est Le Carnaval des vérités.

Le tournage a lieu en novembre 1919 ; il se déroule en partie sur la côte Basque près de Biarritz et dans les studios de La Villette à Paris.

L'actrice de théâtre Suzanne Desprès est choisie pour interpréter le rôle principal. Elle est entourée notamment du comédien confirmé Paul Capellani, ainsi que d'interprètes habituels des films muets de Marcel L'Herbier : Jaque Catelain, Marcelle Pradot (la future épouse de L'Herbier), Philippe Hériat. Claude Autant-Lara, alors âgé de 18 ans, signe les décors, c'est sa première participation à un film.

## Source
- (en) Cet article est partiellement ou en totalité issu de l’article de Wikipédia en anglais intitulé « Le Carnaval des vérités » (voir la liste des auteurs).